# Молотовки
Молото́вки (бел. Малато́ўкі) — деревня в составе Техтинского сельсовета Белыничского района Могилёвской области Республики Беларусь.

## Население
- 2010 год — 7 человек